# آرتمیس فاول (فیلم)
آرتمیس فاول (انگلیسی: Artemis Fowl) فیلمی است فانتزی به کارگردانی کنت برانا که بر پایه اولین کتاب آرتمیس فاول است، ۲۹ می ۲۰۲۰ منتشر شد.

## خلاصه داستان
فیلم آرتمیس فاول بر اساس رمان آرتمیس فاول نوشته اوئن کالفر نویسنده ایرلندی است؛ که روایت داستان پسر بچه دوازده ساله نابغه ای به اسم آرتمیس فاول است که تلاش می‌کند با به گروگان گرفتن سروان نیروی ویژهٔ پریان و اجنه با دنیای پریان و اجنه ارتباط بر قرار می‌کند و در تلاش است تا از آنها منافعی (طلا) دریافت کند.